# Cowarts
Cowarts är en kommun (town) i Houston County i Alabama. Vid 2010 års folkräkning hade Cowarts 1 871 invånare.